# Postbacken

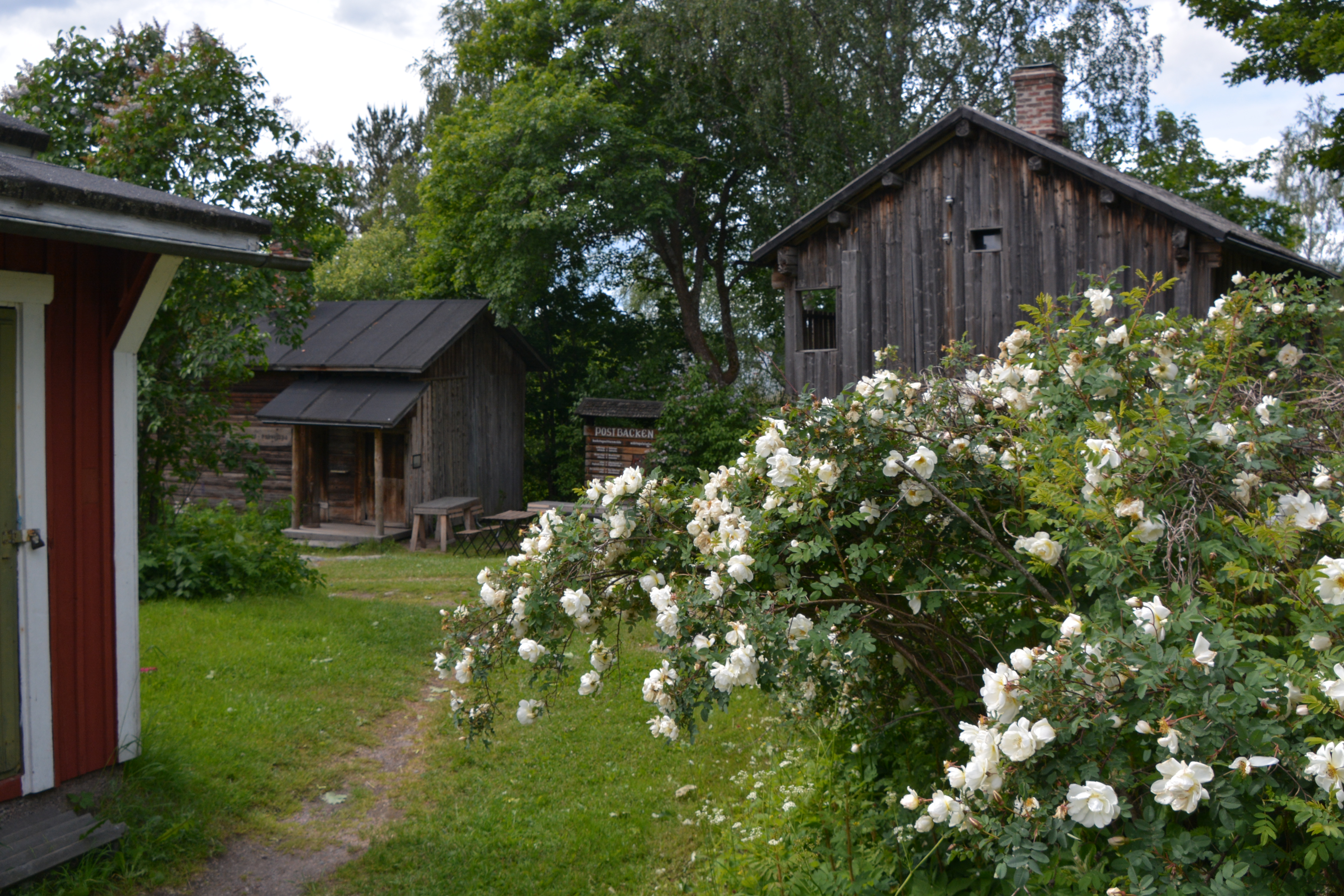
Postbacken

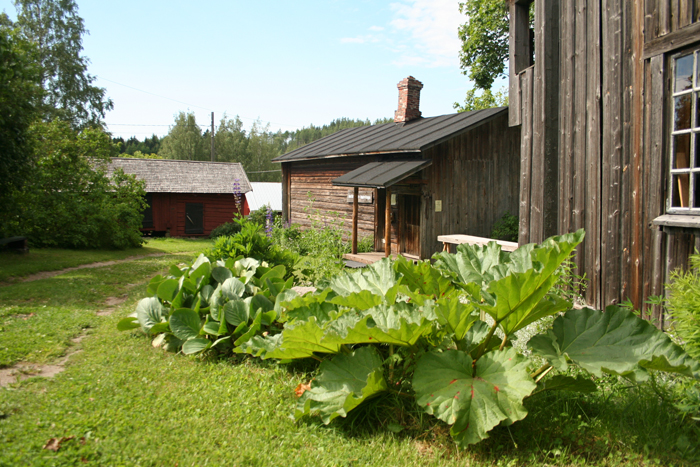
Vy över några av Postbackens stugor

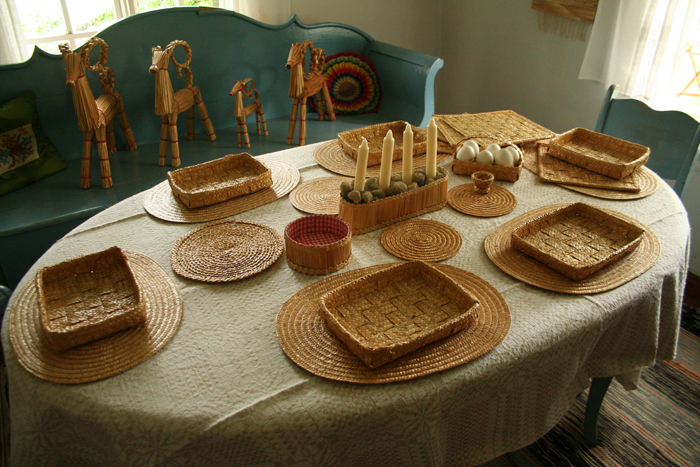
För Postbacken typiska halmarbeten i Halmmuseet

Postbacken är en kulturmiljö och ett friluftsmuseum i Illby, 9 kilometer öster om Borgå i Finland, invid den gamla Kungsvägen. På backen finns ett av Finlands bäst bevarade äkta backstuguområden.
De tidigaste av de bevarade backstugorna byggdes på 1700-talet. På 1800-talet blev området en typisk backstugusittarbosättning med invånare som ofta livnärde sig på hantverk. Här fanns bland annat skräddare, smed och skomakare. Av backens hantverk var det mest välkända halmflätningen som försiggick ända till mitten av 1900-talet.
I slutet av 1960-talet köptes Postbacken av Borgåbygdens Ungdomsförbund. Så småningom blev platsen förknippad med sommarteater, musik, hantverk och kaffestuga. Idag förvaltas området av Postbackens Garantiförening r.f., och guidningar, besök av skolklasser och andra publikevenemang är en del av verksamheten. Ett flertal av stugorna är tidstypiskt inredda och innefattar ett halmmuseum, en skomakarverkstad och en smedja.